# USS Tang (SS-306)
USS Tang (SS-306), fue un submarino de la  clase Balao que perteneció a la Armada de Estados Unidos y participó en diferentes acciones durante la Segunda Guerra Mundial. Fue el primer buque de la armada estadounidense en portar el nombre de Tang. Fue construido y botado en 1943.
En su corta carrera, USS Tang hundió 33 barcos enemigos con un total de 110 000 toneladas. El comandante Richard O'Kane recibió la Medalla de Honor por sus dos últimas victorias (23 y 24 de octubre de 1944).
Por ironías del destino la noche del 24-25 de octubre de 1944 el USS Tang se hundió durante quinta y su última misión por un torpedo propio que estaba defectuoso, el proyectil tipo Mark 18 fue disparado y en algún momento de su trayectoria giró 180 grados e impactó a su propio submarino quedando a 180 pies (55 m) de profundidad en el estrecho de Taiwán. 78 hombres se perdieron, y solo 9 sobrevivientes pudieron salir con vida. Los sobrevivientes fueron rescatados por la fragata japonesa CD34 y hechos prisioneros, siendo internados en el campo de Ōfuna cercano a Yokohama. Esta fue la única ocasión conocida en la que se usó un pulmón de Momsen para escapar de un submarino hundido.
En la prisión de Ōfuna el comandante O'Kane y los supervivientes de su submarino compartirían cautiverio con el mayor Gregory Boyington y el teniente Louis Zamperini entre otros hasta su liberación el 21 de agosto de 1945.
Uno de los 78 hombres perdidos del USS Tang fue Rubin MacNiel Raiford, quien a los 15 años, puede haber sido el estadounidense más joven en el ejército o marina en perder la vida en combate.
El comandante O'Kane recibió la Medalla de Honor y se retiró de la USS Navy en 1957 con el grado de almirante, falleció en Petaluma, California el 16 de febrero de 1994 de neumonía, siendo enterrado en el Cementerio Nacional de Arlington.